# 伊格纳齐·扬·帕德雷夫斯基
伊格纳齐·扬·帕德雷夫斯基，GBE（波蘭語：Ignacy Jan Paderewski，發音：[iɡˈnatsɨ ˈjan padɛˈrɛfskʲi] ⓘ；1860年11月18日—1941年6月29日），波兰钢琴家、作曲家、政治家、外交家，是19世纪末20世纪初杰出的世界级钢琴大师之一，1919年曾出任波兰总理，并兼任外交部长。

## 生平

### 早年
帕德雷夫斯基生于波多利亚庫雷武弗卡，他从小热爱音乐，后来考入华沙音乐学院学习，1879年至1883年在该校任教。之后又赴德国和奥地利学习作曲，曾受教于莱谢蒂茨基。19世纪80年代末到90年代，他在欧洲和其他地方的多个城市举行音乐会，声名开始大噪。

### 音樂成就
钢琴大师
帕德雷夫斯基在一系列的欧洲和美国音乐会中逐渐树立起国际一流钢琴家的声誉，他被认为是肖邦之后波兰最伟大的钢琴家之一，受到听众的热烈欢迎。他曾于1936年为影片《月光奏鸣曲》弹奏钢琴。
音乐创作

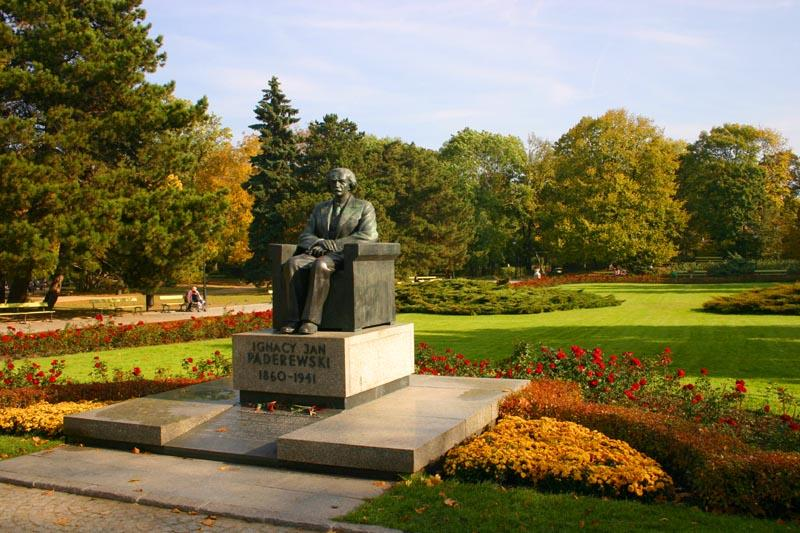
华沙的帕德雷夫斯基雕像

帕德雷夫斯基还是一位作曲家，他的作品主要创作于19世纪末20世纪初，包括了大量的钢琴独奏曲目，以及钢琴协奏曲、钢琴与乐队的《波兰幻想曲》，一部交响曲，以及歌剧《曼鲁》等。他的风格主要还是19世纪的浪漫主义特点的，还带有的民族主义的风格。总体来说，他的音乐风格是比较滞后的，但是依然由于其旋律优美通俗而在当时较受欢迎。

### 政治生涯与晚年
第一次世界大战时期，帕德雷夫斯基开始成为一名活跃的政治家，为波兰的独立事业贡献良多，他发表的激动人心的演说，曾为波兰的独立运动赢得了不少国际支持。一战结束后，波兰获得独立，他曾在新生的波兰政权中担任总理和外交部长，并代表波兰出席了巴黎和会。但任职约一年后他向国家元首毕苏斯基辞职。不久后返回音乐舞台。第二次世界大战爆发后，帕德雷夫斯基出逃国外，并在1941年的一次演讲后感染肺炎，逝世于纽约，葬于阿灵顿国家公墓，1992年遗体被运回波兰华沙。
在1992年遷葬回波蘭後，波蘭政府以帕德雷夫斯基為名，分別在1992年發行2張面額兩百萬波蘭幣的紙鈔，1993年再發行一次。

## 作品節選

### 商業錄音
- (CD). 20世紀偉大鋼琴家（英语：Great Pianists of the 20th Century） 74. Philips Classics. 456 919-2.

## 軼事

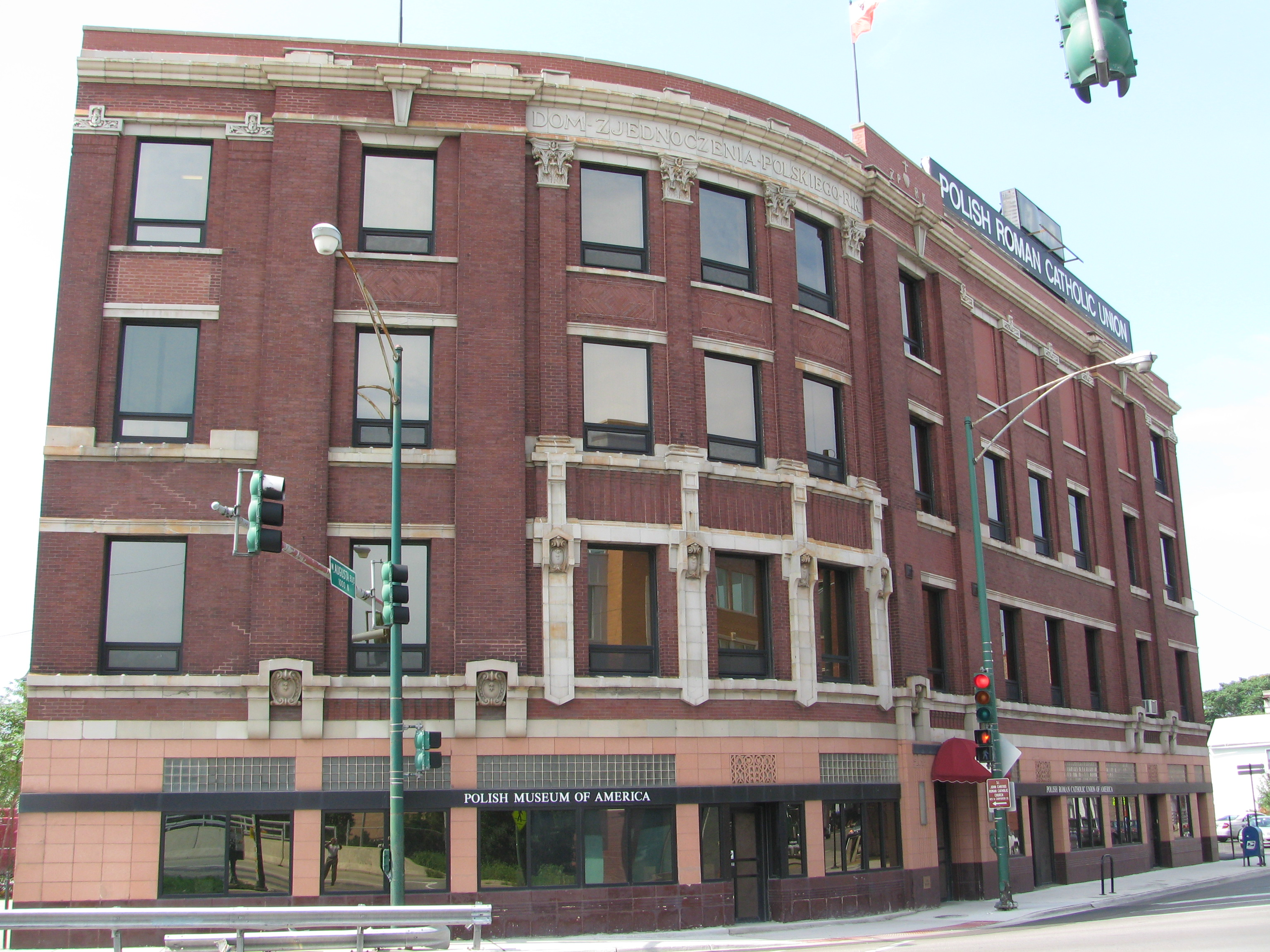
芝加哥的美国波兰博物馆

- 位于美国芝加哥的美国波兰博物馆中，有一间“帕德雷夫斯基室”，发生过多起闹鬼事件，被普遍认为是帕德雷夫斯基本人的鬼魂所为。一些对灵异事件感兴趣的组织曾介入调查此事。[3]